# 20世紀フォックス・コリア
20世紀フォックス・コリア（朝: 20세기 폭스 코리아）は、韓国の映画制作会社（1988年設立）。
2019年、ディズニーによる21世紀フォックスの買収によってウォルト・ディズニー・コリアに吸収された。
| サブスタブ | この項目は、まだ閲覧者の調べものの参照としては役立たない、書きかけの項目です。この項目を加筆・訂正などしてくださる協力者を求めています。このテンプレートは分野別のサブスタブテンプレートやスタブテンプレート（Wikipedia:分野別のスタブテンプレート参照）に変更することが望まれています。 |